# Bestuurlijke indeling van Estland

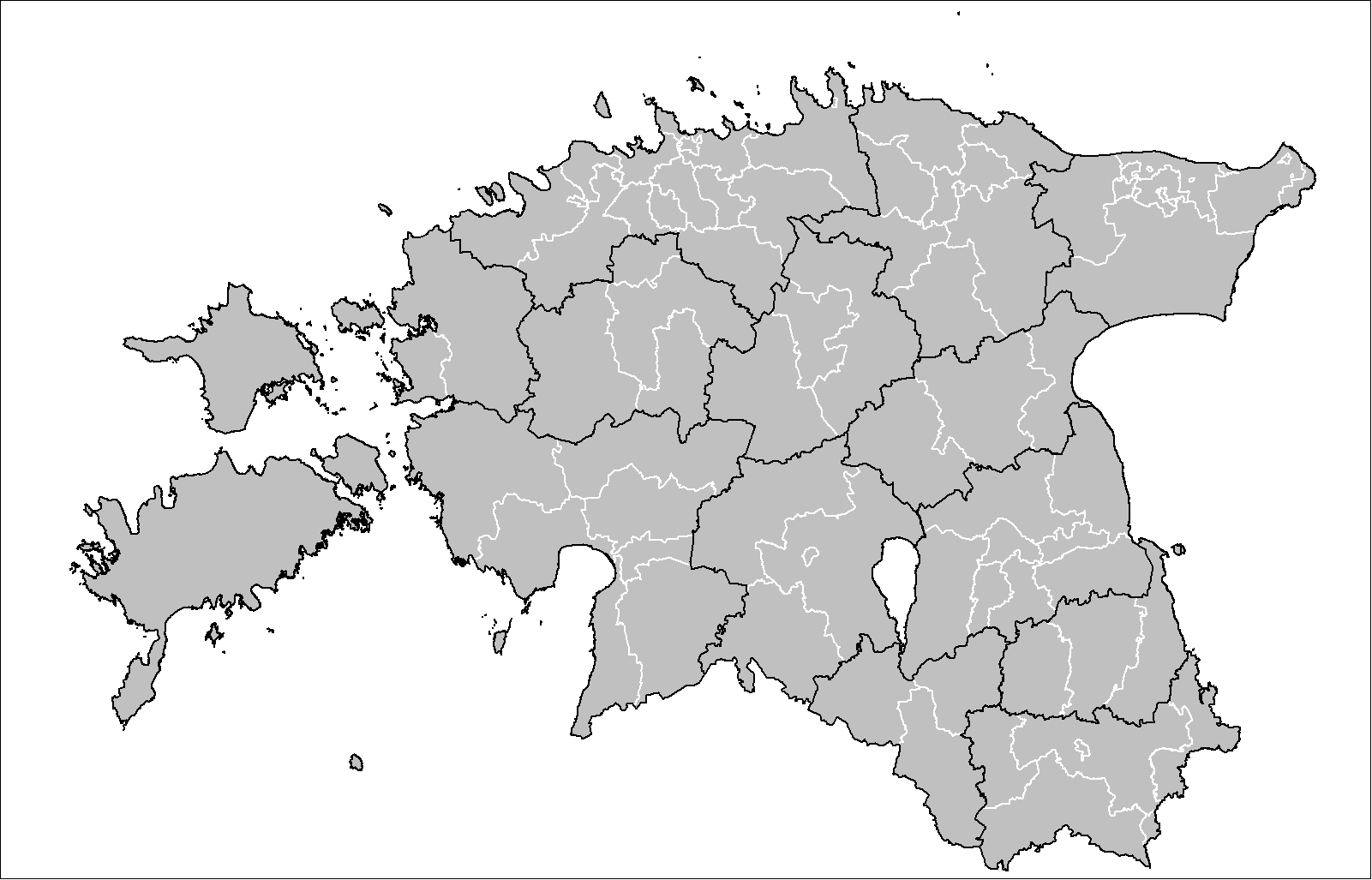
Provincies en gemeenten in Estland anno 2017

De bestuurlijke indeling van Estland telt de volgende bestuurlijke niveaus:
- Vijftien provincies (maakond, meervoud: maakonnad).
- Gemeenten  (omavalitsus) van twee types: stadsgemeenten (linnad, linn) en landgemeenten (vallad, vald). Qua status zijn er geen verschillen tussen deze twee. Zie voor een overzicht de lijst.

Sinds de bestuurshervorming van oktober 2017 vormen de provincies geen bestuurslaag meer; een provincie is slechts een geografische groepering van gemeenten. Op 1 januari 2018 hebben alle provinciale bestuursorganen hun activiteiten gestaakt.